# Sture Werner (bokbindare)
Sture Johan Lennart Werner, född den 29 januari 1915 i Lunds domkyrkoförsamling, Lund, död den 6 mars 1999 i Kirsebergs församling, Malmö, var en svensk bokbindare.

## Biografi

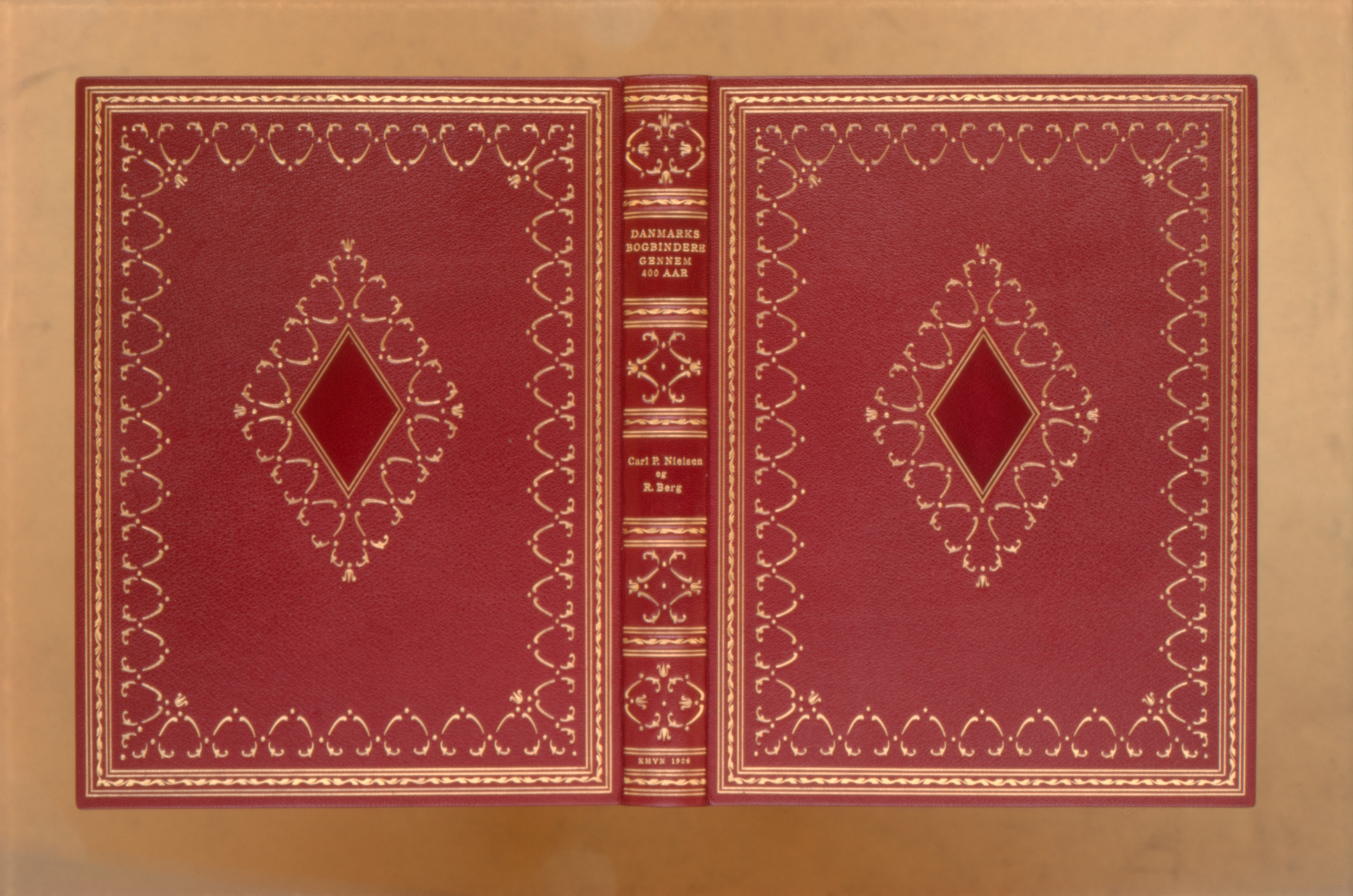
Bok dekorerad och bunden av Sture Werner 1971: Danmarks Bogbindere gennem 400 Aar av Carl P. Nielsen och R. Berg.

Sture Werner växte upp i Lund, där hans far var vaktmästare på Medicinskt kemiska institutionen vid Lunds universitet. Familjen bodde därför i institutionens vaktmästarvilla på Sölvegatan 10. Redan 1929, som 14-åring, började han arbeta vid Håkan Ohlssons boktryckeri som lärling. Parallellt med arbetet började han studera vid Lunds stads lärlings- och yrkesskolor 1931 och erhöll där gesällbrev 1935 som bokbindare. 1938 gifte han sig med gravören Harriet Steckel, som dock avled 1942. Under 1940-talet avancerade han till förgyllare och hade egen ateljé hos Håkan Ohlssons. År 1951 värvades han till Allhems förlag i Malmö, där han fick en tjänst som bokkonservator och specialbokbindare. Allhems förlag gav dels ut veckotidningarna Hemmets veckotidning och Allas veckotidning, men även diverse facklitteratur, ofta i påkostade utgåvor. Förlaget ägdes och drevs av direktör Einar Hansen, som var mycket intresserad av böcker och bokhistoria. Detta tog sig bland annat uttryck i form av ett bibliotek som denne lät bygga upp på förlaget. Biblioteket innehöll förutom förlagets egen produktion även en mängd bokhistoriskt intressanta band; ett uttalat syfte med biblioteket var att visa boktryckarkonstens utveckling. En av Sture Werners främsta arbetsuppgifter blev därför att konservera böcker som Einar Hansen skaffade till biblioteket; Sture Werners andra huvuduppgift blev att binda in bibliofilexemplar av förlagets egen produktion; både för biblioteket och som gåvor till Einar Hansens affärskontakter. Ett av de mer anmärkningsvärda arbetsprojekten som Sture Werner fick hand om var att binda in bibliofilupplagan om 99 band av Carl Gustaf Tessins FAUNILLANE 1955. Efter att ha arbetat några år vid Allhem flyttade Sture själv till Malmö 1957, i samband med att han gifte sig med lågstadielärarinnan Gunborg Gadde. När veckotidningsutgivningen såldes till Allers förlag och förlagsverksamheten vid Allhem lades ner i början på 1980-talet, flyttade biblioteket och viss annan verksamhet till Fridhemsborg. Sture Werner följde med vid flytten och fortsatte att konservera böcker i biblioteket, ända tills han 1995, 80 år gammal, blev tvungen att sluta.
Delar av Allhems förlags bibliotek, och därmed många av böckerna som Sture Werner band, finns numera i Einar Hansen-samlingen vid Universitetsbiblioteket, Lunds universitet.

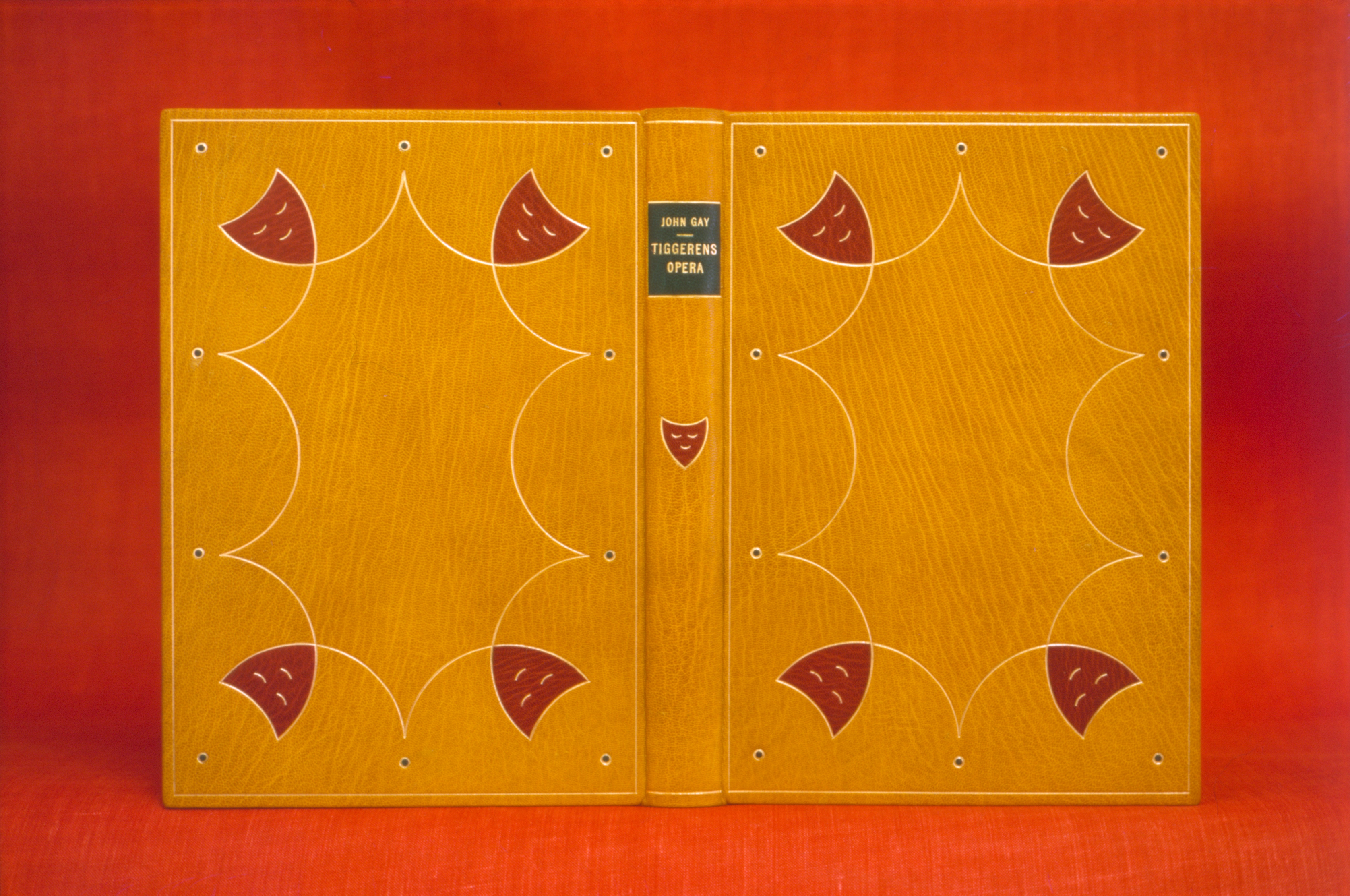
Bok dekorerad och bunden av Sture Werner 1975. Tiggarens opera av John Gay.

## Familj
Sture Werner var son till Gustaf Werner och Selma Werner. Han var bror till Kjell Werner. De är alla begravda på Norra kyrkogården i Lund.

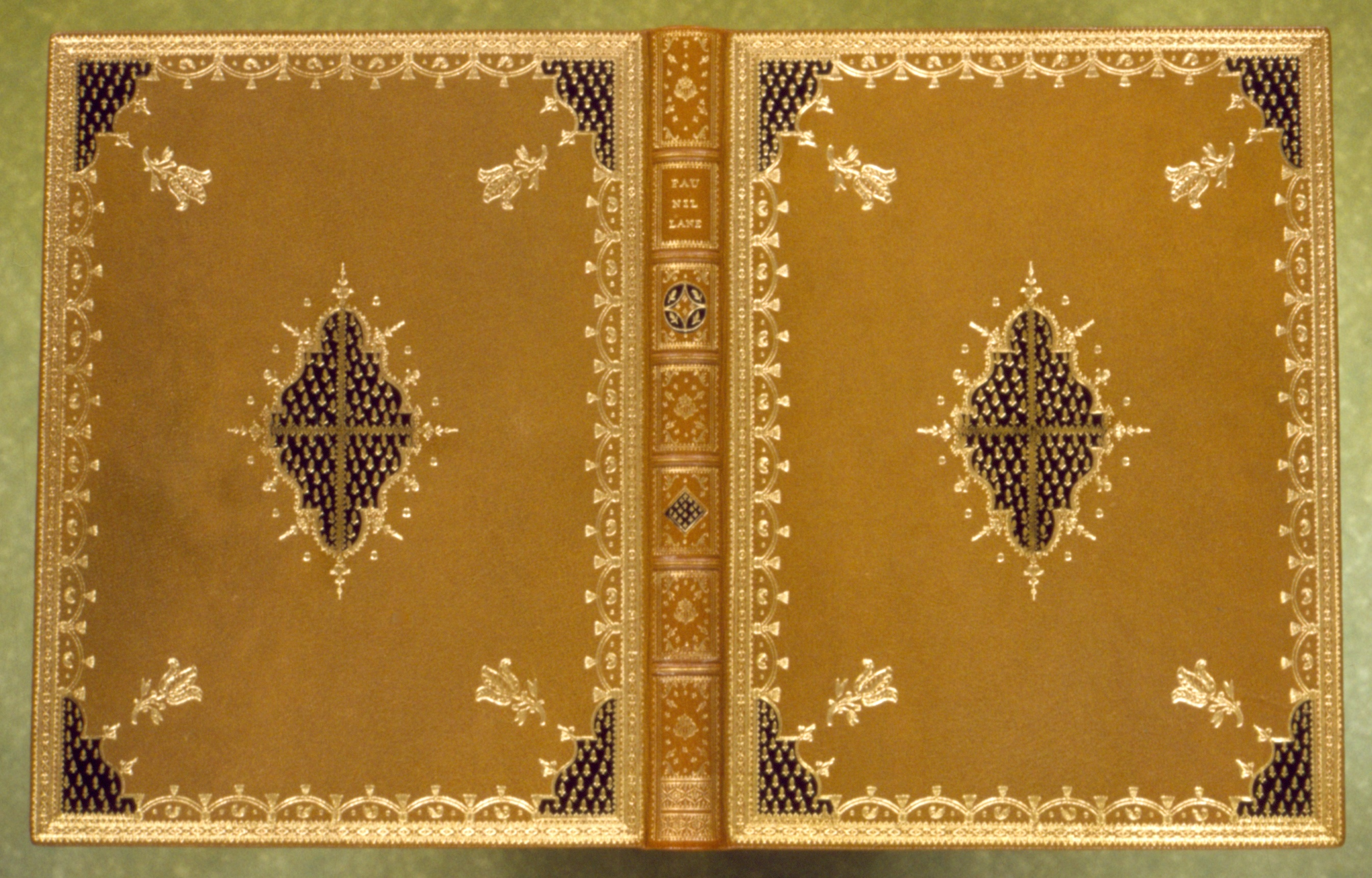
Bok dekorerad och bunden av Sture Werner 1955. FAUNILLANE av Carl Gustaf Tessin.